# Midnight City
«Midnight City» —literalmente en español, «Ciudad de medianoche»— es una canción realizada por la banda francesa M83. Fue lanzado como primer sencillo de su sexto álbum de estudio Hurry Up, We're Dreaming, el 16 de agosto de 2011. La canción fue compuesta por Anthony González, Yann Gonzalez y Morgan Kibby. El sencillo tuvo una gran repercusión internacional logrando ingresar en las listas musicales de Estados Unidos y en el Reino Unido. La versión remezclada por Eric Prydz fue nominada en los Premios Grammy de 2013 en la categoría "Mejor grabación remixada, no clásica".
En 2012, se utilizó en el Reino Unido para promocionar el reality show Made in Chelsea y por la BBC en la cobertura de los Juegos Olímpicos de Londres 2012. A finales de 2012 la cantante Christina Aguilera mencionó que su quinto álbum de estudio titulado Lotus contenía elementos e influencia de «Midnight City».
La canción fue utilizada en las películas de Katy Perry: Part Of Me (2012) y Warm Bodies (2013).
La canción aparece en el piloto de Beauty and the Beast.
En 2013 se utilizó la canción en la primera final de la temporada de The Mindy Project
En Chile, la canción fue utilizada en la promoción de Así somos de La Red en mayo de 2013.
La canción fue utilizada en el largometraje Young & Beautiful (2013).
La canción aparece en los videojuegos GT Racing 2: The Real Car Experience este saliendo en noviembre del 2013 para dispositivos móviles y PC y en 2014 en Grand Theft Auto V, más específicamente en la radio Non-Stop-Pop FM (aunque el juego se estrenó en septiembre del 2013, la canción apareció hasta el 2014 en las versiones de PS4, XBOX ONE Y PC)
En 2014 formó parte de la banda sonora de la película holandesa Jongens.
En 2020 acompaña las primeras imágenes de la serie de televisión Ragnarök (serie de televisión).

## Vídeo musical
El vídeo fue dirigido por Fleur & Manu y estrenado el 17 de octubre de 2011. El vídeo muestra a unos niños usando la telequinesis para escapar de un internado y poner a prueba sus poderes en un almacén abandonado. Según la banda, el vídeo es un homenaje a las películas Village of the Damned y Encuentros en la Tercera fase. El remix de Eric Prydz fue utilizado en el spot publicitario de la fragancia de la firma Gucci, "Gucci premiere" del cual es imagen la joven actriz norteamericana Blake Lively, conocida por su papel de Serena van der Woodsen en la serie juvenil Gossip Girl, así como en un anuncio de la marca de coches Renault.

## Lista de canciones
| Francia — CD sencillo |                                 |          |  |
| N.º                   | Título                          | Duración |  |
| 1.                    | «Midnight City» (Álbum Versión) | 4:04     |  |
| 2.                    | «Midnight City» (Instrumental)  | 4:01     |  |

| Descarga digital (Remix EP) |                                             |          |  |
| N.º                         | Título                                      | Duración |  |
| 1.                          | «Midnight City»                             | 4:05     |  |
| 2.                          | «Midnight City» (Man Without Country Remix) | 4:13     |  |
| 3.                          | «Midnight City» (Team Ghost Remix)          | 3:58     |  |
| 4.                          | «Midnight City» (Trentemøller Remix)        | 7:29     |  |
| 5.                          | «Midnight City» (Big Black Delta Remix)     | 3:41     |  |

| Descarga digital (Eric Prydz Remix) |                                            |          |  |
| N.º                                 | Título                                     | Duración |  |
| 1.                                  | «Midnight City» (Eric Prydz Private Remix) | 6:01     |  |

## Apariciones
- En 2012, se utilizó en el Reino Unido para promocionar el reality show Made in Chelsea y por la BBC en la cobertura de los Juegos Olímpicos de Londres 2012. A finales de 2012 la cantante Christina Aguilera mencionó que su quinto álbum de estudio titulado Lotus contenía elementos e influencia de «Midnight City».

- La canción fue utilizada en las películas de Katy Perry: Part Of Me (2012)[1] y Warm Bodies (2013).[2]

- La canción aparece en el piloto de Beauty and the Beast.[3]

- En 2013 se utilizó la canción en la primera final de la temporada de The Mindy Project[4]

- En Chile, la canción fue utilizada en la promoción de Así somos de La Red en mayo de 2013.

- En el Videojuego GT Racing 2: The Real Car Experience aparece como parte de la banda sonora.

- La canción aparece en el videojuego Grand Theft Auto V (más específicamente en la radio Non-Stop-Pop FM) pero fue para las versiones de PS4, XBOX ONE y PC.

- En 2014 formó parte de la banda sonora de la película holandesa Jongens.[5]

## Posicionamiento en listas y certificaciones
| Lista (2011-12)                       | Mejor posición |
| ------------------------------------- | -------------- |
| Australia (ARIA)                      | 37             |
| Bélgica (Flandes) (Ultratop 50)       | 32             |
| Bélgica (Valonia) (Ultratop 50)       | 18             |
| Canadá (Canadian Alternative Rock)    | 15             |
| Escocia (The Official Charts Company) | 30             |
| Estados Unidos (Billboard Hot 100)    | 72             |
| Estados Unidos (Heatseekers Songs)    | 4              |
| Estados Unidos (Rock Songs)           | 7              |
| Estados Unidos (Alternative Songs)    | 5              |
| Estados Unidos (Hot Dance Club Songs) | 19             |
| Francia (SNEP)                        | 8              |
| Reino Unido (UK Indie Chart)          | 2              |
| Reino Unido (UK Singles Chart)        | 34             |
| Suiza (Schweizer Hitparade)           | 66             |

| País           | Organismo certificador | Certificación    | Ventas  |
| -------------- | ---------------------- | ---------------- | ------- |
| Estados Unidos | RIAA                   | Disco de Platino | 1 000   |
| Francia        | UPFI                   | Disco de Platino | 250 000 |
| Italia         | FIMI                   | Disco de Oro     | 25 000  |
| Reino Unido    | BPI                    | Disco de Plata   | 200 000 |